# Zishe Landau

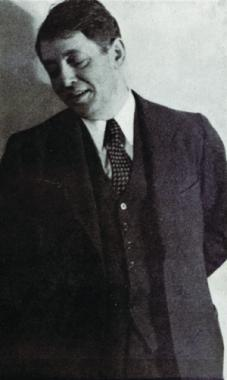
Foto aus dem Gedichtband Lider von 1937

Zishe Landau (geboren 1889 in Plotzk, Russisches Kaiserreich; gestorben 16. Januar
1937 in New York), (jiddisch: זישא לאנדוי, andere Schreibweisen: Zisha Landau, Zischa Landau, Zisha Landoy) war ein jiddischer Dichter der literarischen Moderne. Er wird der Literatengruppe Di Yunge zugerechnet.

## Biografie und Werk

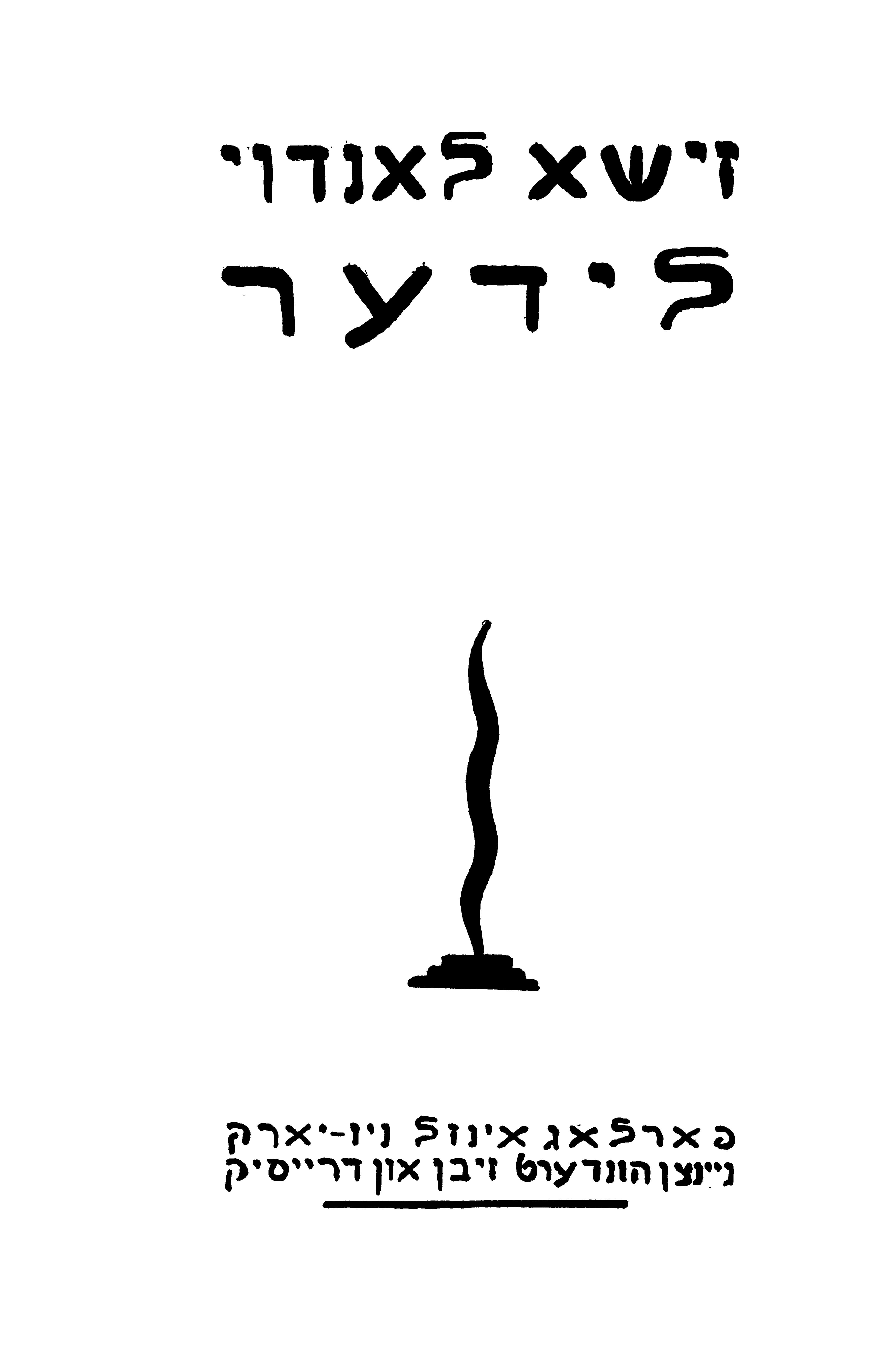
Titelblatt des postumen Gedichtbandes Lider von 1937

In Plotzk (poln.: Płock) in einer traditionsreichen rabbinischen Familie geboren, genoss Landau sowohl eine traditionell jüdische als auch eine weltliche Erziehung. Er ging nach New York im Jahr 1906, wo er zu der entstehenden literarischen Gruppe Di Yunge gehörte, die in Abkehr von früheren amerikanisch-jiddischen Literaturtraditionen für „reine Poesie“ und die Besinnung auf das „Schöne“ eintrat, frei von politisierenden Themen. Zishe Landau wird der Ausspruch zugeschrieben, jiddische Dichtung habe etwas anderes zu sein als die „Reimabteilung der jüdischen Arbeiterbewegung“. Seine Dichtung steht unter dem Einfluss des europäischen Impressionismus und fühlt sich dem Credo der l’art pour l’art verpflichtet. Politisch eher konservativ, war er literarisch ein Neuerer. Die von ihm herausgegebene Anthologie Di Idishe Dikhtung in Amerike bis Yor 1919 (1919) zeigt in seiner Einführung und der Auswahl der jeweiligen Dichter und Gedichte seinen Ansatz. Die Anthologie enthielt beispielsweise nur vier kurze Gedichte von Morris Rosenfeld, der damals wegen seiner sozialen und nationalen Gedichte internationalen Ruf genoss.
Landau zeigt in seiner Dichtung starke Affinität zu Symbolismus und Spätromantik. Seine Themen sind oft exotisch, sein Vokabular eher anspielend denn expressiv. Am bekanntesten war sein Gedicht über den Baal Schem, den er als einen Menschen schildert, der immer auf der Suche ist nach dem heiteren Aspekt in jeder Erscheinung der Natur und des Lebens. In seinen vier Komödien, unter dem Sammelnamen Es Iz Gornisht Nit Geshen veröffentlicht (1937), setzt er sich satirisch mit dem Sein und den Beziehungen des Menschen auseinander.
Neben eigenen Werken übersetzte Zishe Landau Werke anderer Schriftsteller ins Jiddische, so zum Beispiel den damals sehr erfolgreichen Roman von Bernhard Kellermann Ingeborg (1919) oder den Roman Oblomow von Iwan Alexandrowitsch Gontscharow (1921). Seine Übersetzungen früher englischer Balladen sowie deutscher, russischer und französischer Dichter wurden posthum in dem Band Fun der velt poezye (1947) herausgegeben.
Zishe Landau hat zu Lebzeiten keine Einzelausgaben seiner Lyrik herausgebracht. Alle aufgelegten Gedichtbände sind postume Sammlungen.

## Bibliografie

### Eigene Werke
- Zishe Landau: Der bloyer nakhṭigal : a shpil in dray stsenes. New York: Farlag Ameriḳa, 1923.
- Zishe Landau: Lider. New York, Farlag Inzl, 1937.
- Zishe Landau: Shriftn. New York, Farlag Inzl, 1937.
- Zishe Landau: Es iz gornisht nit geshen. Komedies in fersn. New York, 1937.
- David Kazanski (Hg.): Zishe Landau: Zamlbukh. Farlag Inzl, 1938.

### Anthologien
- Zishe Landau (Hg.): Antologie: Di Idishe Dikhtung in Amerike biz Yor 1919. New York, 1919.

### Übersetzungen
- Di ṿerḳ fun Haynrikh Hayne : miṭ a biografie fun A. Ḳalisher un a forṿorṭ fun N. Sirḳin. Übersetzungen von Nachman Syrkin; A Kalischer; Reuben Eisland; Mark Schweid; Abraham Reisen; Moshe Leib Halpern; Zisha Landau. New York, Ferlag Idish, 1918.
- Zishe Landau (Übers.): Oblomov : roman in fir teylen fun Ivan Aleksandrovich Goncharov. New York, Farlag Kultur, 1921.
- Zishe Landau (Übers.): Dos meydel fun ṿald : Ingeborg, roman fun Bernhard Kellermann., Farlag Idish, Jewish Book Agency, New York, 1919.
- Zishe Landau: Fun der velt poezye. Grafiken von Yehudah Tofel. New York: Dovid Ignatov literatur fond, 1947.